# Équipe de république d'Irlande féminine de football des moins de 17 ans
Cet article traite de l'équipe féminine. Pour l'équipe masculine, voir Équipe de république d'Irlande des moins de 17 ans de football.
Maillots
L’équipe d'Irlande de football féminin des moins de 17 ans est constituée par une sélection des meilleures joueuses irlandaises de moins de 17 ans sous l'égide de la Fédération d'Irlande de football. 
Elle est une des 4 seules équipes à avoir atteint la finale lors d'une édition de Championnat d'Europe de football féminin des moins de 17 ans.

## Parcours

### Parcours en Championnat d'Europe
| - 2008 : Non qualifiée - 2009 : Non qualifiée - 2010 : Finaliste - 2011 : Non qualifiée - 2012 : Non qualifiée - 2013 : Non qualifiée - 2014 : Non qualifiée - 2015 : Phase de groupes - 2016 : Non qualifiée - 2017 : Phase de groupes - 2018 : Non qualifiée - 2019 : Non qualifiée - 2020 - 2021 : Editions annulées - 2022 : Non qualifiée |